# Petro Terblanche
Petro Terblanche, née en 1959 à Brits, est une scientifique sud-africaine et la directrice générale d’Afrigen, une société de biotechnologie qui a mis au point un vaccin contre le COVID-19, en utilisant le concept d'ARN messager. Afrigen participe à une diffusion du savoir-faire sur cette technologie d’ARN messager vers les pays non-occidentaux.

## Biographie
Petro Terblanche est née le 2 février 1959 à Brits, dans la province du Nord-Ouest de l'Afrique du Sud. Elle est la fille de Jacobus Petrus et de Maria Susanna (Meyer) Terblanche , des parents de condition modeste, en partie d’origine huguenote, qui tiennent une exploitation agricole. Sa langue maternelle est l’afrikaans. Elle effectue un doctorat en cancérologie à l’université de Pretoria,, puis consacre 6 mois à Harvard, comme scientifique invitée, à étudier les problématiques de santé publique,. Elle y suit la libération de Nelson Mandela, la fin du régime de l’apartheid et le début d’une transition démocratique en Afrique du Sud.
Elle décide en 1990 de rentrer en Afrique du Sud. Elle y exerce comme chercheur, enseignante à l’université du Nord-Ouest et participe à différentes institutions scientifiques. En 2018, elle devient directrice générale d’une petite société de biotechnologie, comptant 8 salariés, Afrigen. En 2020, une pandémie, la pandémie de Covid-19, touche une grande partie du monde. Des vaccins sont rapidement mis au point, utilisant notamment en utilisant le concept d'ARN messager. Les Sud-Africains ont des difficultés à disposer de ces vaccins. S’inscrivant dans le programme COVAX, Afrigen réussit à mettre au point un vaccin contre le COVID-19, en utilisant le concept d'ARN messager. Puis l’entreprise participe à une diffusion du savoir-faire sur cette technologie d’ARN messager vers les pays non-occidentaux,.